# Ivar Ballangrud
Ivar Ballangrud (Lunner, 7 de março de 1904 - Trondheim, 1 de junho de 1969) foi um patinador de velocidade norueguês multimedalhista olímpico entre o final da década de 1920 e a década de 1930, especialmente nos Jogos Olímpicos de Inverno de 1936.

## Carreira
Ivar Ballangrud foi considerado um dos melhores patinadores de velocidade do mundo durante os anos de 1920 e 1930. Oriundo da pequena cidade de Lunner, região de Hadeland, ele foi membro do chamado "Hadeland Trio", formado por si, Michael Staksrud e Hans Engnestangen.
Iniciou sua carreira internacional aos 19 anos de idade em 1924, por essa razão não obteve classificação aos primeiros Jogos Olímpicos de Inverno que seriam realizados naquele ano. No entanto, travou um equilibrado duelo com Julius Skutnabb - que viria a se tornar o campeão olímpico dos 10 000 m em 1924 - em seu primeiro Campeonato Mundial, em Helsinque 1924, ao superar o campeão olímpico em sua casa.
Ballangrud foi quatro vezes campeão do Mundial de Patinação de Velocidade, quatro vezes campeão europeu, cinco vezes campeão norueguês, e quatro vezes campeão olímpico. Nos Jogos Olímpicos de Inverno conquistou três medalhas de ouro nos Jogos de 1936 em Garmisch-Partenkirchen: 500 m, 5 000 m, e 10 000 m. Nos 1 500 metros ganhou a medalha de prata - seu compatriota Charles Mathiesen foi o único que conseguiu conquistar o ouro além de Ballangrud nos quatro eventos da patinação de velocidade em 1936. Ballangrud havia ganhado o seu primeiro ouro olímpico oito anos atrás, na prova dos 5 000 m das Olimpíadas de Inverno 1928. Além disso, ganhou a medalha de bronze (1 500 metros) em 1928 e uma medalha de prata (10 000 m), nos Jogos Olímpicos de Inverno de 1932.
Além dos seus cinco recordes mundiais na carreira, Ballangrud patinou com o tempo de 16:46.4 nos 10 000 m packstyle, em uma evento teste antes dos Jogos Olímpicos de 1932. Este tempo foi 31 segundos mais veloz do então recorde mundial e foi o mais rápido tempo dos 10 000 m durante vinte anos, até Hjalmar Andersen destroná-lo com o tempo de 16:32.6.

## Recordes mundiais
Durante sua carreira na patinação, Ballangrud superou cinco vezes o recorde mundial:
| Evento  | Marca   | Data                   | Local |
| ------- | ------- | ---------------------- | ----- |
| 5000 m  | 8:24.2  | 19 de janeiro de 1929  | Davos |
| 5000 m  | 8:21.6  | 11 de janeiro de 1930  | Davos |
| 3000 m  | 4:49.6  | 29 de janeiro de 1935  | Davos |
| 5000 m  | 8:17.2  | 18 de janeiro de 1936  | Oslo  |
| 10000 m | 17:14.4 | 6 de fevereiro de 1938 | Davos |